# Bombni napadi v Stockholmu leta 2010
11. decembra 2010 sta v središču Stockholma eksplodirali dve bombi.  Švedski minister za zunanje zadeve Carl Bildt in švedska varnostna služba (SÄPO) sta bombardiranje opisala kot teroristično dejanje.
Taimour Abdulwahab al-Abdaly, švedski državljan, rojen v Iraku, je osumljen bombardiranja. 
Po preiskavah FBI-ja bi v bombardiranju verjetno umrlo od 30 do 40 ljudi, če bi mu uspelo, in domneva se, da je al-Abdaly deloval s teroristično mrežo. 
Europol je napad označil za islamistični terorizem. 

## Bombni napad
Prva eksplozija se je zgodila ob 16.48 po srednjeevropskem času, ko je avtomobil Audi 80 Avant eksplodiral na križišču vrat Olof Palmes in Drottninggatan.  Po navedbah gasilcev so bile v avtomobilu jeklenke utekočinjenega naftnega plina, kar je povzročilo več eksplozij.  Dve osebi na mestu eksplozije sta bili z lažjimi poškodbami hospitalizirani. 
Druga eksplozija se je zgodila 12 minut kasneje okoli 17:00 po srednjeevropskem času na križišču Bryggargatan in Drottninggatan.   V bližini je bilo odkrito moško telo z eksplozivnimi ranami na trebuhu.  Po besedah tiskovnega predstavnika policije se je moški razstrelil.  Po navedbah Aftonbladet je nosil šest cevnih bomb; eksplodirala je samo ena  in ga ubila.  V bližini moškega so našli kovinsko cev in nahrbtnik, napolnjen s kovinskimi pritrdilnimi elementi in neznano snovjo (domnevno eksploziv).  Po navedbah prič je bombaš pred detonacijo bombe "kričal nekaj v arabščini".  Aftonbladet je naslednji dan objavil posnetek nadzorne kamere, ki je posnela drugo eksplozijo. 
V času eksplozij je bil center Stockholma napolnjen z božičnimi kupci in v bližini je bilo na tisoče ljudi.  Švedska agencija za obrambne raziskave je rekonstruirala in preizkusila bombe. Ocenila je, da bi učinek, če bi vse bombe delovale, lahko bil podoben bombardiranju na Bostonskem maratonu leta 2013, kjer so tri osebe umrle in več kot sto ljudi ranjenih.  Zunanji minister Bildt je izrazil zaskrbljenost, da bi lahko bil rezultat, "če bi bil napad uspešen," res katastrofalen ". 

### Grozilna e-pošta
Približno deset minut pred eksplozijami je bilo na švedsko varnostno službo in švedski tiskovni agenciji Tidningarnas Telegrambyrå (TT) poslano grozljivo e-poštno sporočilo.  Sklicevalo se je na prisotnost švedskih vojakov v Afganistanu in risbe švedskega umetnika Larsa Vilksa o Mohamedu kot oblika psa v krožišču(skulptura) :  "Zdaj bodo vaši otroci, hčere in sestre umirali na enak način kot umirajo naši bratje in sestre. Naši namere bodo govorile same zase. Dokler ne končate vojne proti islamu in degradacije proti preroku in neumne podpore prašiču [Lars] Vilks. " E-poštno sporočilo se je končalo s klicem "vsem mudžahedinom v Evropi in na Švedskem. Zdaj je čas, za napad, ne čakajte več. Pojdite naprej s čimer koli, tudi če je nož, in vem, da imate več kot nož. Ne bojte se nikogar, ne bojte se zapora, ne bojte se smrti. " Vključene so bile tudi zvočne datoteke v švedščini in arabščini. 

## Preiskava
V bližini telesa je bil najden PMR radio s pritrjenimi žicami , kar kaže na to, da naj bi bombo sprožili na daljavo.  Državni tožilec je dejal, da je bil napad dobro organizirana. Švedski bombni eksperti menijo, da so bombe domače izdelave, brez pomoči izkušenega terorista.  Osumljenec je imel bombni pas, nosil je veliko bombo in držal kovinski predmet, podoben ekonom loncu.  Tožilec je menil, da je bomba eksplodirala prezgodaj; domneval je, da je osumljenec bil napoten proti glavni železniški postaji v Stockholmu ali pa v Åhléns-velikem nakupovalnem centru na tem območju.
Mediji poročajo, da je bila ženska, ki sta si bila blizu z osumljencem, pri napadu na stanovanje v Hässelbyju ob 4:00 pridržana s strani Nacionalne delovne skupine , po britanskem zakonu o terorizmu iz leta 2000 pa je bil izdan nalog za preiskavo nepremičnine v Bedfordshiru naslednji dan. 

13. decembra je SÄPO napovedal, da bo preiskavi pomagalo sedem strokovnjakov za eksplozije iz FBI.  Varnostne službe so za TV4 povedale, da je v avtu samomorilca bila najdena tudi druga pomba iz ekonom lonca.  Witnesses said that four days before the bombing, the man tried to buy aluminium powder in his parents' hometown of Tranås. Priče so povedale, da je moški štiri dni pred bombardiranjem poskušal kupiti aluminij v prahu v rodnem kraju svojih staršev Tranåsu. [22]
Tidningarnas Telegrambyrå je poročal, da je pripadnik švedskih oboroženih sil nekaj ur pred bombnim napadom znanca opozoril, naj se izogiba Drottninggatanu:  "Če lahko, se danes izogibajte Drottninggatanu. Samo zato, da veste . " Švedska vojska je zanikala predhodno vedenje o napadu in obljubila nadaljnjo preiskavo , SÄPO pa je sprožil neodvisno preiskavo.  Časnik Expressen je kasneje poročal, da je več virov blizu preiskave trdilo, da je drugi vladni uslužbenec imel predhodne informacije o bombardiranju. 

Strokovnjak za terorizem Magnus Ranstorp iz švedske Nacionalne obrambne šole je dejal, da verjame, da storilec ne deluje sam.  Kašelj v ozadju, slišan v zvočnem sporočilu, ki ga je pustil storilec, je povečal sum, da je imel sostorilce. 
Preiskava je pokazala, da je terorist uporabil vsaj tri različne potne liste, da bi se izognil težavam med potovanjem na Bližnji vzhod.  Sumi, da je imel al-Abdaly sostorilca, so se povečali januarja 2011, ko so mediji poročali, da so bili necenzurirani posnetki terorističnega zvočnega sporočila objavljeni na YouTubu dan po njegovi smrti.  Švedska TV4 je nato poročala, da je Abdulwahabova žena Mona Thwany posnetke naložila na račun para v YouTubu. 

## Osumljenec
Taimour Abdulwahab al-Abdaly (12. decembra 1981 - 11. decembra 2010) je bil opredeljen kot glavni osumljenec.  Po podatkih iz njegovega Facebook profila in strani za zmenke muslima.com (kjer je iskal drugo ženo) je bil 28-letni iraški Šved, rojen v Bagdadu, odraščal v Tranåsu in naturaliziran kot švedski državljan leta 1992.
Po končani srednji šoli na Švedskem leta 2001 je al-Abdaly študiral na univerzi v Bedfordshiru in leta 2004 diplomiral iz športne terapije.  Istega leta se je poročil s švedsko državljanko, s katero sta imela dve hčerki, rojeni leta 2007 in 2009, in sina, rojenega leta 2010.  V času bombardiranja je živel s svojo ženo v okrožju Bury Park v Lutonu v Bedfordshireu. Območje Bury Park je bilo pomembno v protiterorističnih preiskavah.  Njegova žena, ki ima temeljna islamska stališča, in njunega sina je poimenoval Usama po Usami bin Ladnu. Na Švedsko so se vrnili 19. novembra, da bi obiskali sorodnike v Tranåsu. 

Leta 2007 je začel večkrat potovati v Jordanijo in Irak.  Leta 2008 odpotoval v Sirijo.  Al-Abady je v letih 2001, 2007 in 2008 zbral nove švedske potne liste, za katere je zadnji trdil, da jih je izgubil. 
Med bivanjem v Veliki Britaniji je al-Abdaly skoraj desetletje živel v Lutonu.  Poročila kažejo, da je v poznih 2000-ih postal bolj religiozen in bolj jezen. Med Ramadanom leta 2007 je Al-Abdaly poskušal rekrutirati druge muslimane, ki so delili njegova politična stališča, ko je pridigal v mošeji Luton, je odšel, ko se je soočil s svojimi prepričanji  in prepovedal vrnitev. Poročali so, da je njegov profil na Facebooku vseboval mešanico tehnofilskih in islamskih fundamentalističnih objav, ki so popestrili občutke, kot je "I love my Apple iPad", s sklicevanjem na "državo islamski kalifat" in Yawma al-Qiyamaha. Al-Abdaly je objavil tudi internetne video posnetke čečenskih borcev in zlorabe iraških ujetnikov. 

## Odziv

### Švedske
Švedski premier Fredrik Reinfeldt je 12. decembra 2010 na tiskovni konferenci dejal: "Sobotni dogodki v osrednjem Stockholmu vodijo k vprašanju, ali je Švedska postala manj varna. Kar se je zgodilo, je nezaželeno in nesprejemljivo. Zaščititi moramo odprto družbo, kjer ljudje lahko živimo skupaj drug ob drugem. "Minister za zunanje zadeve Carl Bildt je 11. decembra 2010 na Twitterju objavil sporočilo:" Najbolj zaskrbljujoč poskus terorističnega napada v prenatrpanem delu osrednjega Stockholma. Ni uspel - lahko pa bi bil resnično katastrofalen . " Tiskovni predstavnik švedske varnostne službe Mikael Gunnarsson je dejal, da agencija po bombardiranju ni povečala stopnje teroristične ogroženosti, sicer pa  razen e-pošte nismo imeli nobenih drugih znakov ali groženj, da bi se to zgodilo. " 
Hassan Moussa, imam Stockholmske mošeje, je v izjavi švedski tiskovni agenciji TT obsodil "Vse oblike napadov, nasilja, strahov in groženj nedolžnim ljudem, ne glede na motiv ali pretvezo".  14. decembra je izdal fatvo proti samomorilki: "Prepovedano je odobravati  to, kar se je zgodilo, ali poskušati to upravičiti. Tisti, ki to sprejmejo ali upravičijo, so krivi kot storilec sam." 

Predsednik muslimanskega sveta Švedske Omar Mustafa je v intervjuju dejal: "Gre za napad na Švedsko in na vse muslimane na Švedskem."  Ben Mahmoud Rahmeh, imam in predsednik Zveze islamskih organizacij v Evropi in Islamske federacije Švedska je v sporočilu za javnost obsodila napade: "Takšni napadi so bili izvedeni že prej tako v muslimanski kot v nemuslimanski skupnosti (na primer v Savdski Arabiji, Egiptu, Pakistanu, Španiji in Veliki Britaniji), tudi muslimanski učenjaki in teologi "stališče je bilo soglasno proti takim napadom. Tudi pomembne islamske institucije in muslimanske medvladne organizacije, kot so Univerza Al-Azhar, Evropski svet za fatvo, Organizacija islamske konference, so bili enotni, da so  vsi teroristični napadi na civiliste in nedolžne strogo prepovedani in da ni dovoljeno zatirati, škodovati ali ustrahovati drugih. " Po objavi sporočila za javnost je bil napad obsojen med petkove molitve v mošeji v Stockholmu. 
Alexandra Brunell, sekretarka vodje Švedskih demokratov Jimmija Åkessona, se je na dogodek odzvala s tvitanjem "Äntligen" ("Končno"), medtem ko je drugi politik SD, poslanec v parlamentu William Petzäll, objavil: "Sovražim to povedati, a nismo rekli tako ? "

### Mednarodni
- Avstralija:  Minister za zunanje zadeve Kevin Rudd je izjavil: "Izražam globoko zaskrbljenost zaradi očitnega terorističnega napada v osrednjem Stockholmu včeraj zvečer (po lokalnem času). Napad je bil načrtovan tako, da bi povzročil kar se da največ žrtev na območju nakupovalnega centra [... ] Izražam solidarnost Avstralije s Švedsko, med tem ko obsojamo to ogorčenje in našo zavezanost stalnemu prizadevanju za boj proti terorizmu.[52]

- Danska: Ministrica za zunanje zadeve Lene Espersen je dejala: "Včeraj v središču švedske prestolnice na srečo ni prišlo do nedolžnih žrtev. Napad kaže, da so v naši bližini žal sile, ki poskušajo spodkopati naš zahodni svet, življenje in vrednote z bombami in nasiljem. Pri tem jim nikoli ne bo uspelo. Proti terorizmu se bomo borili, ne glede na to, kje se pojavlja in v kakšni obliki. Danes sem v stiku s svojim švedskim kolegom Carlom Bildtom in mu zagotovila, da je Danska z njimi v boju proti terorizmu."[53]

- Finska: Minister za zunanje zadeve Alexander Stubb je izrazil zaskrbljenost zaradi bombardiranja in poudaril, da se v nordijskih državah še ni zgodilo nič podobnega, ter izrazil podporo prizadevanjem švedske vlade.[54]
- Nemčija: Zvezni zunanji minister Guido Westerwelle v sporočilu za javnost: "Obsojam včerajšnji samomorilski napad v Stockholmu, v osrčju evropske prestolnice. Napadi, kot je ta, nas opozarjajo, da moramo ostati v celoti zavezani boju proti terorizmu."[55]

- Norveška: Minister za zunanje zadeve Jonas Gahr Støre je za norveško tiskovno agencijo dejal: "Ostro obsojam, kar je bil včeraj poskus terorističnega napada v Stockholmu. Boj proti mednarodnemu kriminalu in terorizmu je mogoče dobiti le z dobrim mednarodnim sodelovanjem. Norveška in Švedska sta si enotna v tem boju. " Minister za pravosodje in policijo Knut Storberget je citiral Verdens Gang :" Na tovrstne dogodke se odzivamo z gnusom. Zelo žalostno je, da se to zgodi. "[56]

- Savdska Arabija: Vladni tiskovni predstavnik je napad močno ostro obsodil ker je poročala savdske tiskovna agencija.[57]

- Turčija: Turško ministrstvo za zunanje zadeve je podalo izjavo: "Z žalostjo obsojamo sovražni teroristični napad v Stockholmu. [...] Turčija, ki je vedno poudarjala pomen mednarodnega sodelovanja v boju proti terorizmu ... želi izraziti svojo solidarnost  švedskemu narodu in vlado, v teh težkih dneh. "[58]

- Združene države Amerike: Odzvalo se je Ameriško veleposlaništvo v Stockholmu: "ZDA ostro obsojajo sum terorističnega napada, ki se je včeraj zgodil v Stockholmu. Američani v tem težkem času stojijo skupaj z našimi švedskimi prijatelji."[59][60]